# Blockhead
Tony Simon, conhecido pelo seu pseudônimo Blockhead, é um DJ e produtor musical de hip hop nascido em Nova Iorque, nos Estados Unidos.
Além de uma carreira solo com a gravadora Ninja Tune, Blockhead também produziu músicas para o grupo Aesop Rock, tendo integrado também outros grupos como o Party Fun Action Committee, e The Mighty Jones.
Simon nasceu no centro de Manhattan, filho de Sidney Simon, um escultor de Nova Iorque, e Renee Adriance, uma funcionária pública, tendo desenvolvido o gosto pelo hip-hop desde cedo, formando bandas com seus colegas quando adolescente. Estudou na Boston University onde conheceu Aesop Rock. Neste ponto de sua vida, Simon desistiu de uma carreira voltada ao rap e passou a focar na sua produção musical. De acordo com ele, seu pseudônimo vem do formato de sua cabeça (do inglês, cabeça de bloco).